# Don Quintin l'amargao
Don Quintín l'amargao (Don Quintín el amargao) è un film drammatico spagnolo del 1935, diretto da Luis Marquina. Il film è un adattamento cinematografico dell'omonima opera teatrale di Carlos Arniches e Antonio Estremera. Prodotto dalla casa cinematografica Filmófono, fondata da Luis Buñuel, il film rappresenta uno dei primi esempi di cinema sonoro in Spagna.

## Trama
Don Quintín, un uomo dominato dalla gelosia, caccia di casa la moglie Felisa, incinta, sospettando infedeltà. Felisa dà alla luce una bambina in una casa di carità e cerca di convincere Quintín della sua innocenza lasciandogli la neonata sulla porta di casa. Tuttavia, Quintín affida la bambina a una coppia di contadini. Con il passare degli anni, Quintín diventa sempre più amareggiato e continua a rifiutare sia la moglie che la figlia, Teresa, ormai cresciuta.